# Fenyes szelek
Fenyes Szelek (en català, La confrontació) és una pel·lícula del director hongarès Miklós Jancsó. El film s'hauria d'haver estrenat al Festival de Canes de 1968 però mai no es va celebrar en solidaritat amb la rebel·lió dels estudiants a París.

## Argument
Un grup d'estudiants comunistes ocupen un monestir amb la intenció de convèncer els seminaristes de la veritat del marxisme. Prompte, però, comencen les dissensions dins del grup.